# Tose
Tose Co., Ltd. (株式会社トーセ Kabushiki-gaisha Tōse?) (även kallad Tose Software) är ett datorspelsutvecklingsföretag baserat i Kyoto, Japan. Det är mest känt för att utveckla Nintendos Game & Watch Gallery-serie, olika Dragon Ball-spel och andra Nintendo-produkter.